# 85511 Celnik
85511 Celnik este un asteroid din centura principală de asteroizi.

## Descriere
85511 Celnik este un asteroid din centura principală de asteroizi. A fost descoperit pe 30 octombrie 1997 la Solingen de Bernd Koch. Asteroidul prezintă o orbită caracterizată de o semiaxă mare de 2,43 ua, o excentricitate de 0,21 și o înclinație de 2,4° în raport cu ecliptica.